# Marian Kozicki
Marian Kozicki (Brody, 5 de abril de 1941) es un jinete polaco que compitió en la modalidad de salto ecuestre.
Participó en tres Juegos Olímpicos de Verano, entre los años 1968 y 1980, obteniendo una medalla de plata en Moscú 1980, en la prueba por equipos (junto con Jan Kowalczyk, Wiesław Hartman y Janusz Bobik).

## Palmarés internacional
| Juegos Olímpicos | Juegos Olímpicos | Juegos Olímpicos | Juegos Olímpicos |
| Año              | Lugar            | Medalla          | Categoría        |
| ---------------- | ---------------- | ---------------- | ---------------- |
| 1980             | Moscú (URSS)     | Medalla de plata | Por equipos      |